# Dipojnos
Dipojnos z Krety – rzeźbiarz grecki czynny przypuszczalnie na początku VI wieku p.n.e.
Według Pauzaniasza, wraz z bratem Skyllisem byli najprawdopodobniej synami i uczniami Dedala. Mieli wykonać szereg posągów techniką chryzelefantyny, której prekursorami byli w rzeźbie greckiej. Podobno wykonywane przez nich statuy były przeważnie ze złoconego drewna, z detalami z metalu i kości słoniowej, a niektóre z marmuru paryjskiego, zwanego „kagankowym” (gr. lychnites).
Obydwaj uznawani są za założycieli sławnej sykiońskiej szkoły rzeźbiarskiej. W Kleonaj byli twórcami posągu Ateny, świątynia Dioskurów w Argos została przez nich ozdobiona posągami z hebanu i kości słoniowej wyobrażającymi Kastora i Polluksa oraz ich synów z matkami. W Sykionie wykonali posągi Apolla, Artemidy, Ateny i Heraklesa. Będący ich dziełem posąg Ateny Lindias, miał jeszcze w XI wieku znajdować się w jednym z konstynopolitańskich pałaców.